# Scheinanlage

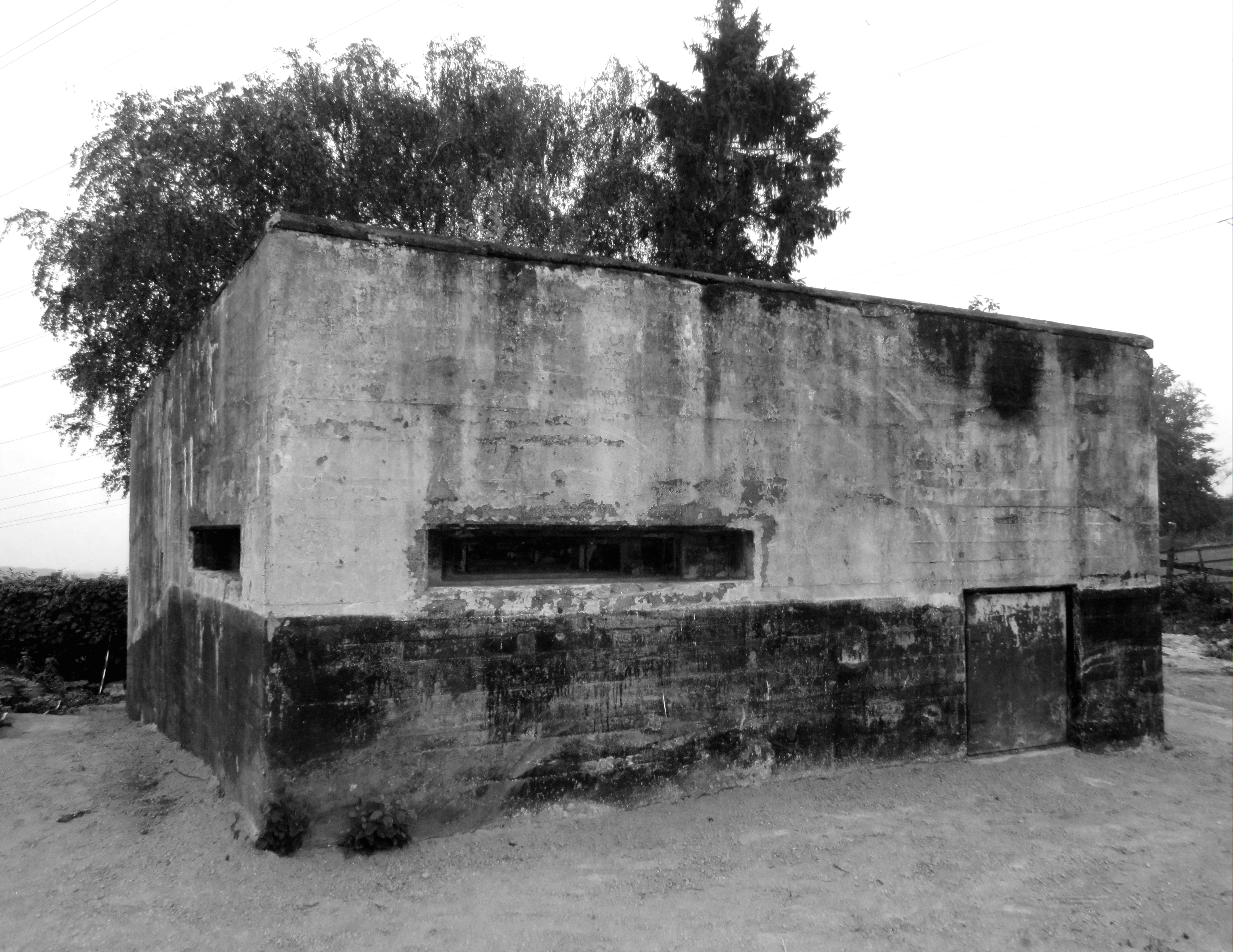
Der Leitbunker der Kruppschen Nachtscheinanlage (2013)

Als Scheinanlage bezeichnet man Attrappen von kriegswichtigen Zielen, die zur Täuschung feindliche Angriffe auf sich ziehen sollten, damit das zu schützende Ziel verschont bliebe.

## Geschichte
Vor allem im Zweiten Weltkrieg versuchten sich die Kriegsparteien wegen der zunehmenden Luftangriffe durch Vortäuschung von gefährdeten Anlagen wie Bahnhöfen, Flugplätzen (siehe auch Scheinflugplatz) oder Industrieanlagen mithilfe von Scheinzielen zu schützen. Auch die Positionierung von Scheinschiffen z. B. vor den Küsten des Ärmelkanals ist bekannt.

## Tagesscheinanlagen
Tagesscheinanlagen waren aufwändig, da bei guter Sicht auch Details nachgebaut werden mussten, um eine Täuschung zu erreichten. Vor allem aber war bei Tag auch die in der Nähe stehende Originalanlage zu sehen und damit der Täuschungseffekt unzuverlässig. Daher waren sie eher selten. Ein Beispiel war die 1940/1941 errichtete Scheindarstellung der Lombardsbrücke in Verbindung mit der Flächentarnung der Binnenalster in Hamburg, um den alliierten Bombern die Orientierung beim Auffinden des Hamburger Hauptbahnhofs zu erschweren.

## Nachtscheinanlagen
Bei Nacht konnten die Originalanlagen durch Abschalten der Beleuchtung verborgen werden (Verdunkelung). Extra beleuchtet wurden hingegen die in der Nähe befindlichen Scheinanlagen. Durch schwache Lichtquellen wirkten auch vergleichsweise einfache Konstruktionen relativ echt.
Im Deutschen Reich experimentierte man seit 1937 auf zwei Versuchsgeländen in Hamm in Westfalen und in Pausin, im Kreis Nauen, mit der Entwicklung von Täuschungsgeräten. Die Ergebnisse mündeten in den „Bau- und Betriebsgrundsätzen für Scheinanlagen“ des Reichsluftfahrtministeriums vom November 1942. Darin werden neben den topographischen Bedingungen zur Errichtung einer Scheinanlage auch die Bauanleitungen von 21 Täuschungsgeräten veröffentlicht.
Neben Bauten setzte man auch auf Effekte. So wurden beispielsweise Rauchschwaden oder Schweißlichtblitze erzeugt, die Arbeiten vortäuschten. Auch Eisenbahnen wurden eigens im Kreis fahren gelassen. Es galt vor allem die Pfadfinder-Piloten der Alliierten zu täuschen, die für die nachfolgenden Bomber das Ziel mit farbigen Leuchtbomben („Christbaum“) markierten. Die Farbe wechselte von Einsatz zu Einsatz. Die Scheinanlage musste daher Signalraketen in unterschiedlichen Farben vorrätig haben. Wurde in der Umgebung die Farbe einer Markierung gesichtet, erhielt der kommandierende Offizier der Scheinanlage den Befehl, von seiner Stellung dieselbe Leuchtraketenfarbe abzuschießen und die Bomber zu sich zu locken. Um bei laufenden Bombenangriffen nachfolgende Bomberbesatzungen zu den Scheinanlagen zu locken, wurden sogar Bombentreffer simuliert. Die Besatzungen der Scheinanlagen, die die Effekte steuerten, zogen damit das Feuer auf sich. 
Durch die im Kriegsverlauf vermehrt ausgeführten Angriffe bei Tag mit guter Sicht und vor allem die Entwicklung des Radars und die damit verbesserte Zielführung wurden in der Mitte des Zweiten Weltkriegs viele Scheinanlagen wirkungslos.

## Bekannte Scheinanlagen in Deutschland
- Brasilien, Attrappe des Stuttgarter Hauptbahnhofs bei Lauffen am Neckar[5][6]
- Costa Rica, Attrappe des Fliegerhorstes Schwäbisch Hall-Hessental bei Feßbach-Rüblingen[7][6]
- Kruppsche Nachtscheinanlage, Attrappe der Kruppschen Gussstahlfabrik in Velbert
- Nachtscheinanlage im Binsheimer Feld der Treibstoffwerke Rheinpreußen in Moers
- Venezuela, Attrappe des Karlsruher Straßenverlaufs im Hardtwald[6]
- Scheinflughafen und Scheinindustrieanlage am Fliegerhorst Werl